# Aleksandr Melentievici Volkov
Aleksandr Melentievici Volkov (rusă Александр Мелентьевич Волков; n. 14 iunie 1891, Oskemen, Imperiul Rus – d. 3 iulie 1977, Moscova, RSFS Rusă, URSS) a fost un scriitor rus. O popularitate mare i-a adus literatura pentru copii cu cărți de povești ca „Vrăjitorul din orașul de smarald”.